# Rhexia
Rhexia es un género  de plantas fanerógamas pertenecientes a la familia Melastomataceae. Comprende 134 especies descritas.

## Taxonomía
El género fue descrito por Carlos Linneo y publicado en Species Plantarum 1: 346. 1753.

## Especies seleccionadas
- Rhexia alifanus
- Rhexia aristosa
- Rhexia cubensis
- Rhexia lutea
- Rhexia mariana
- Rhexia nashii
- Rhexia nuttallii
- Rhexia parviflora
- Rhexia petiolata
- Rhexia salicifolia
- Rhexia virginica